# Adonisea cognata
Adonisea cognata là một loài bướm đêm trong họ Noctuidae.